# Bengt Eriksson (nordisk kombinationsåkare)
För andra betydelser, se Bengt Eriksson.
Bengt "Silver-Bengt" Eriksson, född 22 januari 1931 i Malung, död 19 november 2014 i Hudiksvall, var en svensk utövare av nordisk kombination samt backhoppare som tävlade för IF Friska Viljor, Örnsköldsvik.

## Karriär
Bengt Eriksson blev svensk mästare i nordisk kombination 1953. Han deltog också i VM 1954 på hemmaplan i Falun.
Bengt Eriksson vann silver vid olympiska vinterspelen 1956 i Cortina d'Ampezzo, Italien efter Sverre Stenersen, Norge. Han fick sedan smeknamnet "Silver-Bengt". Tävlingarna i olympiska vinterspelen räknades den gången också som VM-tävling. 
Eriksson vann Svenska skidspelen 1959 i Falun. Bengt Eriksson deltog 11 gånger och har vunnit 19 premier i Holmenkollen, bland annat en andra plats i kombinationstävlingen 1958. Han var bästa kombinationshoppare i Holmenkollen fyra gånger, 1957, 1958, 1959 och 1960.

## Utmärkelser
"Silver-Bengt" tilldelades Damenes pokal i Holmenkollen tre gånger, 1957 - 1959. Pokalen utdelades den gången till utövaren som lyckades vinna backhoppningsdelen av kombinationstävlingen. Eriksson vann också backhoppningen i kombinationen 1960, men pokalen utdelades inte på grund av att längdåkningsdelen av tävlingen ansågs för svag.
1965 tilldelades Bengt Eriksson Holmenkollmedaljen tillsammans med Arto Tiainen, Finland och Arne Larsen, Norge. Han tilldelades medaljen utan att ha vunnit i Holmenkollen, liksom till exempel Bjørn Dæhlie. 